# Коропская поселковая община
Коропская поселковая общи́на (укр. Коропська селищна громада) — территориальная община в Новгород-Северском районе Черниговской области Украины. Административный центр — пгт Короп.
Население — 15 506 человек. Площадь — 910,1 км². 
Количество учреждений, оказывающих первичную медицинскую помощь — 5.

## История
Коропская поселковая община была создана 9 сентября 2016 года путём объединения Коропского поселкового совета, Атюшевского, Былского, Будищенского, Вишеньковского, Вильненского, Городищенского, Карыльского, Краснопольского, Лукновского, Нехаевского, Оболонского, Полесского, Рыботинского, Рыжковского, Рождественского, Шабалиновского сельсоветов Коропского района. Изначально, в 2016 году площадь общины — 835,24 км².
12 июня 2020 года были присоединены территории Райдогородокского и Сохачевского сельсоветов Коропского района.
17 июля 2020 года община вошла в состав нового Новгород-Северского района. Коропский район был ликвидирован.

## География
Территория общины представляет из себя большую часть (без севера) бывшего Коропского района, существовавшего в 1923-2020 годы — 69,4% территории и около 77% населения бывшего района. Община граничит с Сосницкой общиной Корюковского района, Понорницкой общиной Новгород-Северского района, Высочанской и Батуринской общинами Нежинского района, Сумской областью Украины. Реки: Десна, Стрижень, Короп, Ровчак.

## Населённые пункты
- пгт Короп
- Атюша
- Борзенцев
- Борисово
- Будище
- Бужанка
- Былка
- Вишенки
- Вольное
- Галичовка
- Городище
- Гороховое
- Гута
- Дробцы
- Егоровка
- Жерновка
- Карацюбино
- Карыльское
- Краснополье
- Кучи
- Лебедин
- Лубенец
- Лукново
- Моховое
- Накот
- Некрытое
- Нехаевка
- Новоселица
- Норица
- Оболонье
- Подоляки
- Полесское
- Поляна
- Придеснянское
- Пустая Гребля
- Райгородок
- Ранок
- Рождественское
- Рубанников
- Рыботин
- Рыжки
- Синявка
- Смелое
- Сохачи
- Становое
- Тарасовка
- Черешенки
- Чернявка
- Шабалинов
- посёлок Груды
- посёлок Зайцево
- посёлок Лысая Гора